# Tayandoinseln
Die indonesischen Tayandoinseln oder Tayanduinseln (indonesisch Kepulauan Tayando) befinden sich im südöstlichen Bereich der Molukken in der Bandasee. Sie gehören zu den Kei-Inseln.

## Geographie

### Lage

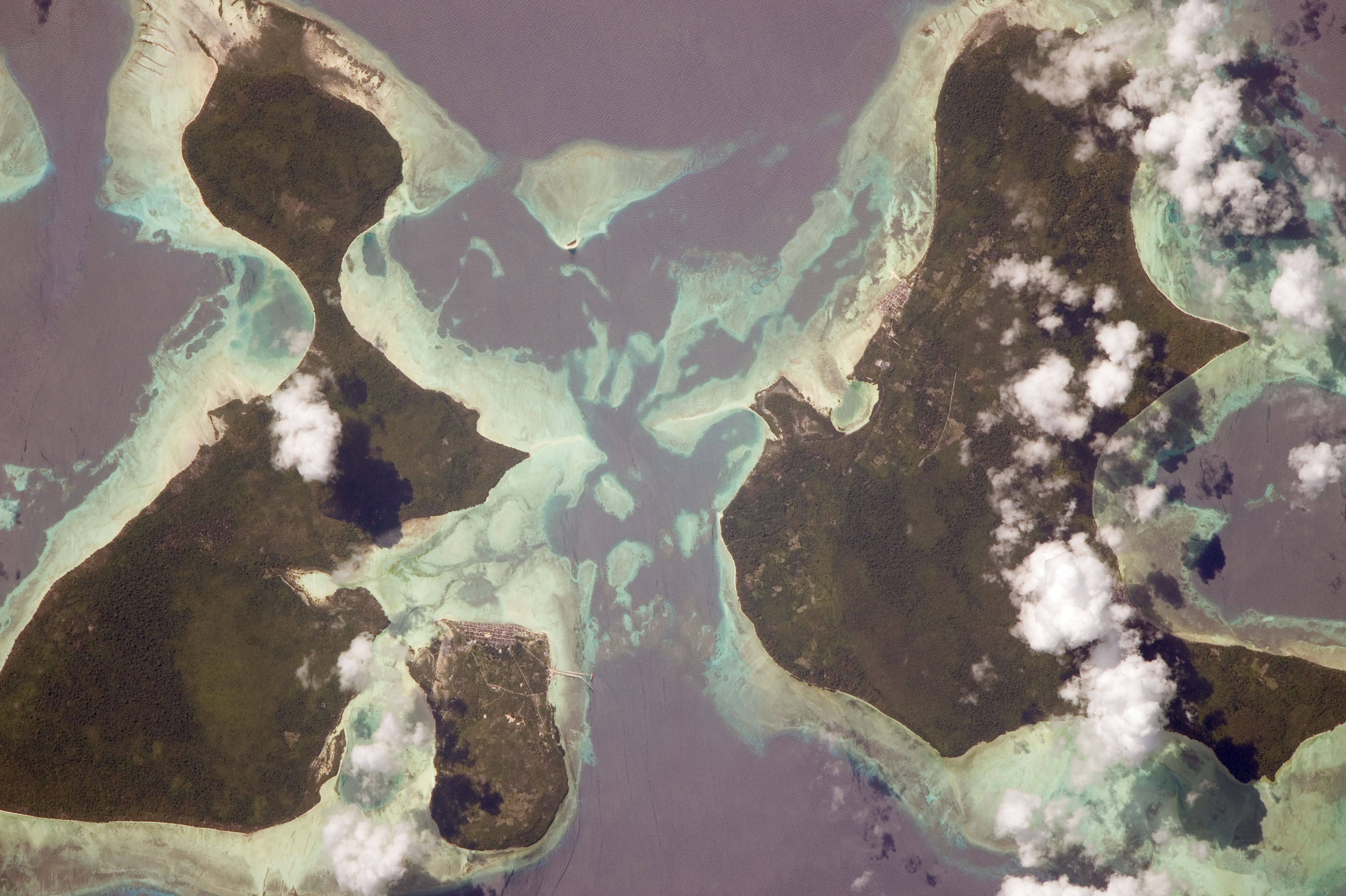
Weltraumaufnahme von Tayando, Walir und Heniar

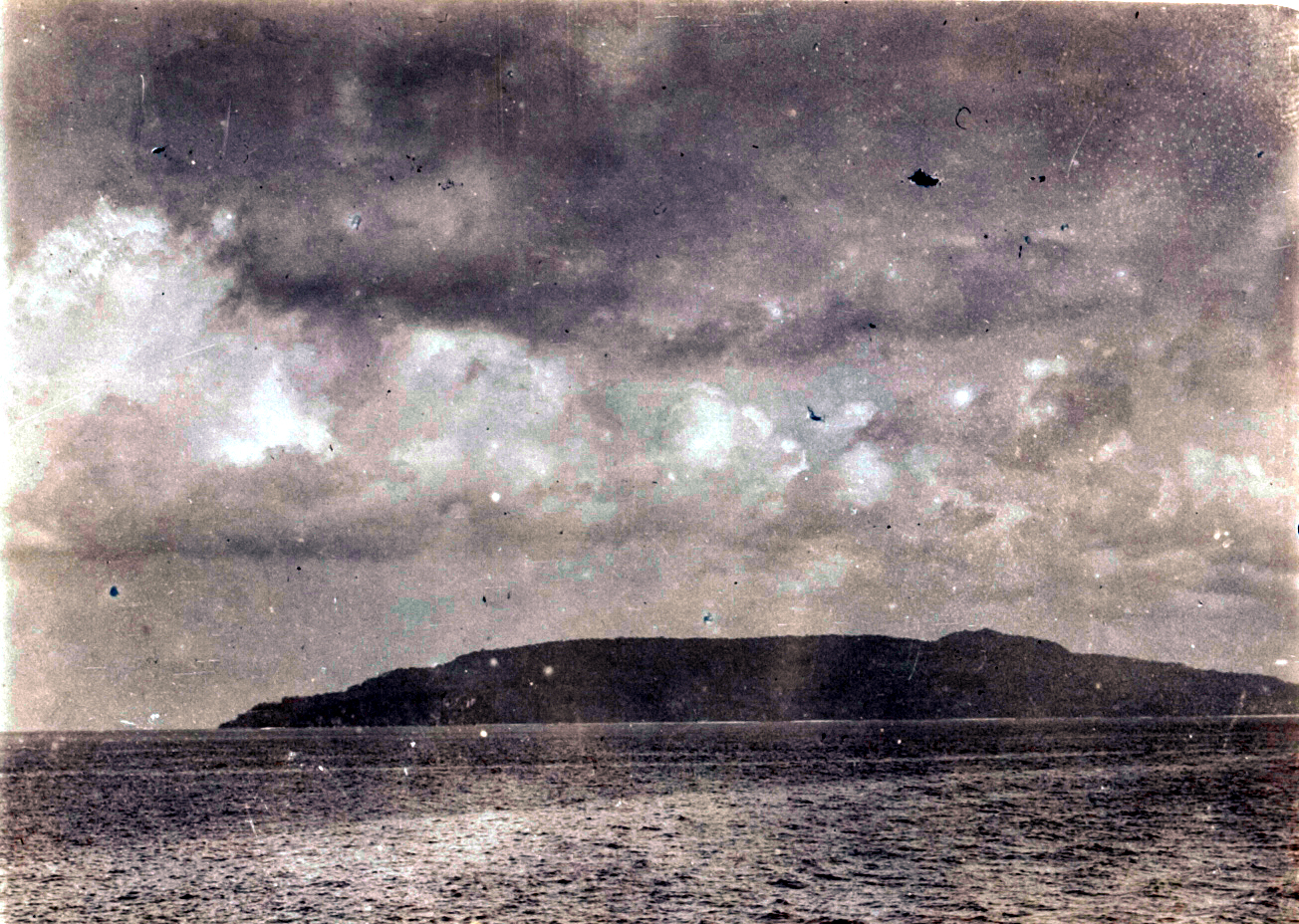
Bild der Insel Tam (um 1900)

Die Tayandonseln liegen westlich der Hauptinseln der Kei-Gruppe, jenseits der Tayandostraße zwischen 5° 31' und 5° 47' südlicher Breite und 132° 10' und 132° 22' östlicher Länge. Westlich der Kurstraße befinden sich noch Kur und weitere kleine Eilande der Kei-Inseln, weiter entfernt die Aru-Inseln. Nördlich der Inselgruppe kommt man zur Vogelkop-Halbinsel der Insel Neuguinea.
Die Tayandoinseln bestehen aus den mit den drei größeren Inseln Tayando (Tayandu) im Nordosten, Walir im Zentrum und ein Stück weiter im Südwesten Tam (Taam). Kleinere Eilande sind Heniar (Haniar, Heniaar), Ree, Reeyanat, Nusreen, Furalnur, Nuwait, Nuniai (Nunyel) und drei weitere kleine Inseln bei Tam. Die gesamte Landfläche der Inseln beträgt 69,07 km².

### Verwaltungsgliederung
Administrativ sind die Tayandoinseln als Distrikt (Kecamatan) Tayando Tam Teil der Stadt Tual (Kota Tual), dem Hauptort der Kei-Inseln auf der östlich gelegenen Insel Kei Dullah. Diese ist direkt der der indonesischen Provinz Maluku untergliedert.
Tayando Tam wurde 2004 als eigenständiger Distrikt von Kei Kecil abgetrennt und nach 2013 vom Regierungsbezirk der Südostmolukken (Maluku Tenggara) der Stadt Tual zugeschlagen.
Der Distrikt Tayando Tam unterteilt sich in die Dörfer (Desa) Tam Ngurhir (mit den Inseln Tam, Nusren und Nuniai), Tayando Langgiar (Osten von Tayando), Tayando Ohoiel (Süden von Tayando), Tayando Yamru (Nordwesten von Tayando) und Tayando Yamtel (Heniar, Walir, Ree). Nach 2010 entstanden als neue Desa Tam Ohoitom (abgetrennt von Tam Ngurhir) und Tam Ngurnila. Hauptort ist Tayando Yamtel.

### Topographie
Auf den Inseln gibt es keine größeren Flüsse oder Seen. Der Raja, die höchste Erhebung der Inseln mit 84 m befindet sich auf der Insel Tayando.

### Klima
Das Klima wird von vier bis fünf Regenmonaten und einer Trockenzeit von April bis Oktober geprägt. Die stärksten Regenfälle finden zwischen Dezember und Februar statt, wenn der Wind vom Nordwesten her weht. In Januar und Februar können die Winde sehr stark ausfallen. Von April bis Oktober bläst der Wind aus Osten und Südosten. Die durchschnittliche jährliche Regenmenge beträgt 2000–3000 mm. Durchschnittlich gibt es 118 Regentage im Jahr. Die Temperatur schwankt im Jahresverlauf zwischen 24 °C und 34,1 °C bei einer Durchschnittstemperatur von 27,1 °C. Die durchschnittliche Luftfeuchtigkeit beträgt 82,5 %, der durchschnittliche Luftdruck 1009,3 hPa.

## Einwohner
Die Inseln Tayando, Heniar, Walir und Tam sind bewohnt.
2010 zählte man im Distrikt Tayando Tam 5.448 Einwohner, 2012 waren es 5.266 (2.567 Männer und 2.659 Frauen). Die Bevölkerungsdichte beträgt 84 Personen pro Quadratkilometer. Die Menschen leben in 1.097 Haushalten, im Durchschnittshaushalt leben fünf Personen. Tayando Yamtel ist mit 2.306 Einwohnern das größte Dorf.
Wie auf anderen der Kei-Inseln spricht man auf Tayandoinseln die austronesische Kei (Saumlaki, Veveu Evav).
Die Bewohner der Tayandoinseln sind durchweg Muslime. Es gibt sieben Moscheen und eine muslimische Kapelle. Christliche Kirchen gibt es nicht.

## Einrichtungen
Auf den Inseln gibt es acht Grundschulen, die sich auf alle Dörfer der Insel verteilen. Außerdem gibt es drei Junior High Schools und in Tayando Yamtel eine Senior High School. Auf einen Grundschullehrer kommen im Durchschnitt 20 Schüler, in der Junior High School ist das Verhältnis 1:12 und in der Senior High School 1:9. Die Klassengrößen betragen 17 Schüler in der Grundschule, 24 in der Junior High School und 20 in der Senior High School. Insgesamt besuchen etwa 1500 Kinder und Jugendliche die Schulen.
Es gibt kein Krankenhaus auf den Tayandoinseln, dafür aber ein Gemeindegesundheitszentrum, drei untergeordnete Zentren, neun Servicestationen und zwei Geburtsstationen.
Einige Dörfer verfügen über Fußball- und Volleyballfeldern.

## Wirtschaft

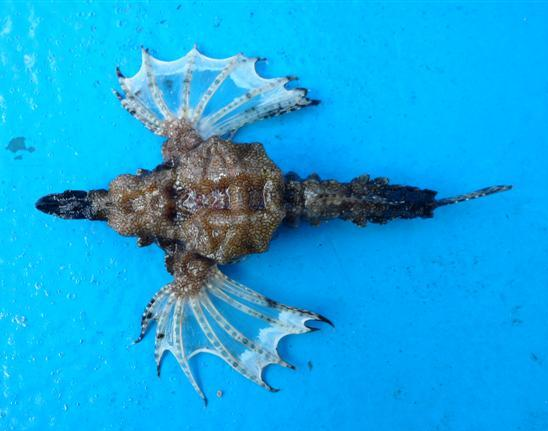
Ein Zwerg-Flügelrossfisch (Eurypegasus draconis) von den Tayandoinseln

Die meisten Einwohner leben von der Landwirtschaft oder der Fischerei. 49,19 km² der Landfläche der Inseln wird bewirtschaftet (71 % der Gesamtfläche). Haupterzeugnis ist Maniok. 2012 wurden 108 Tonnen geerntet. Maniok ist das Hauptnahrungsmittel auf den Inseln. Als Nutztiere werden nur 1.039 Ziegen, 3.400 Hühner und 120 Enten gehalten. Die 384 Fischer arbeiten vor allem mit traditionellen Angelruten von Booten ohne Motoren aus. Von den 298 Booten haben nur 47 Motoren, bei bis auf sechs der Boote davon sind es Außenbordmotoren. 2012 wurden insgesamt 2.907,6 Tonnen Fisch gefangen. Auch Algen werden geerntet.
Auf den Inseln werden nur in kleinen Mengen Küstensand und Kalkstein abgebaut.
Strom kommt auf der Insel von 165 Dieselgeneratoren, ein öffentliches Stromnetz gibt es nicht. Trinkwasser kommt zumeist aus örtlichen Brunnen.
59 Läden verteilen sich auf die verschiedenen Dörfer. Vier Unternehmen haben ihren Sitz auf den Inseln. Banken gibt es nicht.
Restaurants und Unterkünfte für Touristen gibt es auf den Inseln nicht.

## Transport und Kommunikation
Von der Außenwelt aus ist der Hauptort Tayando Yamtel nur über das Meer von der 49,2 Kilometer entfernten Stadt Tual aus zu erreichen. Von hier kann man mit Booten zu den anderen Dörfern reisen. Auf Tayando gibt es Straßen zwischen den drei Dörfern. Die Wege sind aber in einem sehr schlechten Zustand. Der Transport an Land erfolgt mit dem Motorrad. Es gibt weder Infrastruktur für Festnetz- noch für Mobiltelefone.

## Politik
Die Amtszeit eines Distriktschef (Camat) beträgt ein Jahr. Von 2004 bis 2008 hatte A. Ingratubun das Amt inne, dann übernahm D. J. S. Rahareng.
2012 wurden neun aktive politische Parteien im Distrikt registriert: Partai Keadilaan Sejahtera (PKS), Partai Amanat Nasional (PAN), Partai Kebangkitan Bangsa (PKB), Partai Nasional Indonesia (PNI), Golkar (Partai Golongan Karya), Partai Persatuan Pembangunan (PPP), Partai Demokrasi Indonesia – Perjuangan (PDI-P), Partai Bintang Reformasi (PBR) und Partai Demokrat.